# Französischer Revolutionskalender/Y4
Dies ist der Französische Revolutionskalender für das Jahr IV der Republik, das vom 23. September 1795 bis zum 21. September 1796 des gregorianischen Kalenders dauerte.